# HS-2000/Springfield XD

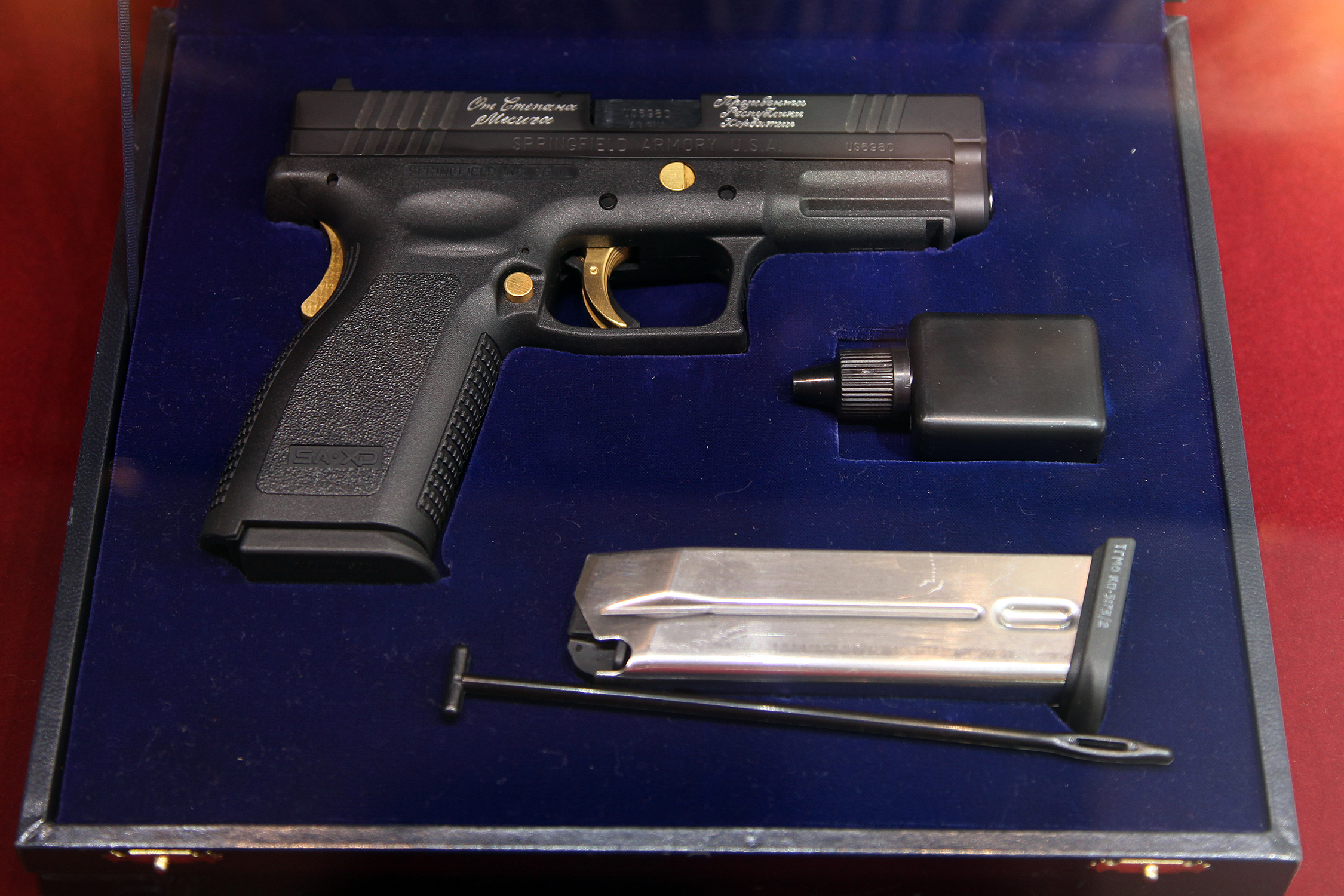
Le pistolet croate HS-2000 en version luxe conservé au Musée national des armes de Toula (Russie).

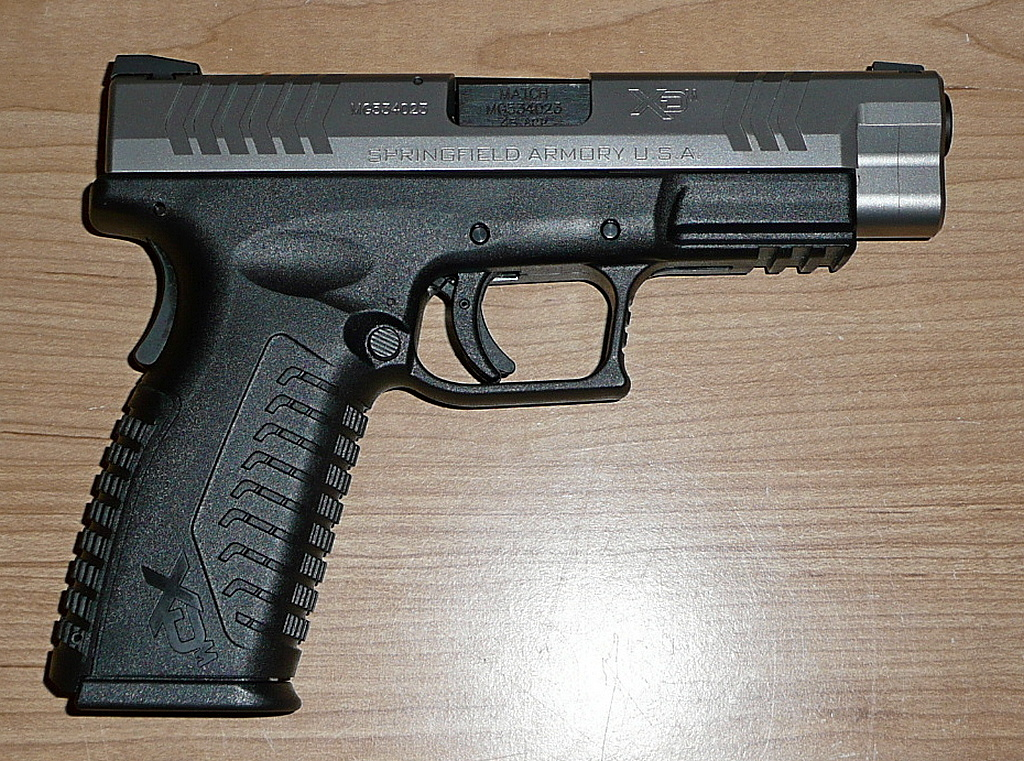
Le pistolet américano-croate XDM (ici en calibre .45 Auto) est très populaire aux USA.

Le pistolet semi-automatique HS-2000 est l'arme de poing principale de l'Armée croate. Sa production débuta en 1999 pour remplacer le HS-95. 

## Dénomination
Son nom exact est Hrvatski Samokres-2000, ce qui signifie en français « pistolet croate modèle 2000 », mais il demeure plus connu dans la culture populaire sous le nom de « XD » ou « XDM ».

## Détails techniques et diffusion civile
Produit en Croatie par HS Produkt, il est la synthèse du Glock 17, du Sig-Sauer P226 et du Colt M1911A1, faite par l'ingénieur croate Marko Vuković. Il fonctionne en simple action et possède une carcasse en polymère. Il possède une sécurité de détente empruntée au Glock et une sécurité de poignée identique au Colt, le canon et la culasse s'inspirant des brevets Sig. Les autres données techniques sont :
- un canon de 10,2 cm
- une longueur de 18 cm,
- une masse à vide de 650 g,
- un chargeur bifilaire de 15 cartouches de 9 mm Parabellum.

Malgré les efforts de la filiale allemande du fabricant pour l'exporter dans l'Union européenne, l'essentiel de la production se vend en Amérique du Nord (début des exportations en 2000) pour l'autodéfense de citoyens ayant un permis de port d'armes. 

## Quelques utilisateurs officiels
Le PA croate et en service dans plusieurs pays ;
- Bosnie-Herzégovine : utilisé par les forces armées.
- Croatie : arme de poing standard des forces armées croates et de la police croate depuis 1999.
- République dominicaine : utilisé par les forces armées.
- France : les agents de sûreté de la RATP.
- Géorgie : pistolet standard de la police géorgienne, également utilisé par certaines unités de l'armée.
- Indonésie : utilisé par les forces armées.
- Irak : utilisé par la police irakienne .
- Macédoine : utilisé par les forces armées .
- Malaisie : utilisé par les forces armées .
- Thaïlande : utilisé par les forces armées .
- Tunisie : 1 000 HS-9 utilisés par les forces armées et la police tunisienne.

Ce pistolet fut testé par l'Armée française et la British Army qui lui préférèrent le Glock 17.

## Springfield XD
Changeant de nom en 2002, en traversant l'océan Atlantique, le HS-2000 se vend aux États-Unis et Canada grâce au partenariat avec la firme Springfield Armory, Inc., qui l'importe sous le nom de Springfield XD (pour Extreme Duty = usage intensif). Cette gamme US évolue ensuite avec le XDM (muni d'une pédale de sûreté type Colt M1911).
Modèles
| Modèle      | Longueur du canon | Longueur du canon | Munition                                        | Capacité du chargeur (cartouches dans le chargeur+1 dans la chambre) | Capacité du chargeur (cartouches dans le chargeur+1 dans la chambre) | Finition Noir | Finition Vert Olive | Finition bicolore | Finition Gris Anthracite |
| ----------- | ----------------- | ----------------- | ----------------------------------------------- | -------------------------------------------------------------------- | -------------------------------------------------------------------- | ------------- | ------------------- | ----------------- | ------------------------ |
| Modèle      | (in)              | (mm)              | Munition                                        | Chargeur Standard                                                    | Chargeur avec talon                                                  | Finition Noir | Finition Vert Olive | Finition bicolore | Finition Gris Anthracite |
| Sub-compact | 3                 | 76,5              | 9mm Parabellum .40 S&W                          | 10 9                                                                 | 16 12                                                                | X             | X                   | X                 |                          |
| Compact .45 | 4 5               | 102,5 127         | .45 ACP                                         | 10                                                                   | 13                                                                   | X             | X                   |                   | X                        |
| Service     | 4                 | 102,5             | 9mm Parabellum .40 S&W .357 SIG .45 GAP .45 ACP | 16 12 9 13                                                           | n/c                                                                  | X             | X                   | X                 | X                        |
| Ported V-10 | 4                 | 102,5             | 9mm Parabellum .40 S&W .357 SIG                 | 16 12 12                                                             | n/c                                                                  | X             | X                   |                   |                          |
| Tactical    | 5                 | 127               | 9mm Parabellum .40 S&W .357 SIG .45 GAP .45 ACP | 16 12 9 13                                                           | n/c                                                                  | X             | X                   | X                 |                          |

Il existe d'autres variantes produites sur commande par le Springfield Armory Custom Shop.
Encombrement
- « Subcompact » :
  - Longueur : 15,5 cm
  - Masse : 590 g à vide.
- « Service » :
  - Longueur : 18 cm
  - Masse : de 650 à 750 g selon le calibre.
- « Tactical » :
  - Longueur : de 20,3 cm à 20,5 cm (en .45 ACP)
  - Masse : de 890 g à 930 g (en .45 ACP)

## Utilisateurs officiels du Sprindfield XD
En calibre .40 ou .45, ce PA est en service au sein du Beverly Hills Police Department (en). Ils figurent aussi parmi les armes de service autorisées aux membres des Chicago Police Department , San Diego Police Department,  Las Vegas Metropolitan Police Department ou Oklahoma City Police Department (en).
Le modèle HS XDM 9 mm est en service en 2019 dans les unités suivantes :
- Police Municipale de Grasse[1]
- Police Municipale de Saint-Laurent du Var[2]
- Police Municipale de Vallauris[3]

La version XDM-9 3.8 équipe, depuis octobre 2018, les agents du Groupe de Protection et de Sécurisation des Réseaux (GPSR) de la RATP.

## Apparitions dans la fiction audiovisuelle
Les HS-2000 et HD sont moins présent sur les écrans que les Glock. Cependant, le spectateur attentif a pu remarquer la présence du XD dans plusieurs  films  dont Miami Vice : Deux flics à Miami, Slevin, Hyper Tension et Hyper Tension 2. Il arme aussi des criminels dans des séries TV comme Banshee, Burn Notice, Charlie's Angels ou Les Experts. Le XDM est visible dans Brick Mansions, Banshee et Elementary. Enfin le XDS est l'arme du Lt Beth Davis jouée par Maggie Q dans Stalker.

## Sources et bibliographie francophone
Cette notice est issue de la lecture des revues  et ouvrages spécialisés  de langue française suivantes :
- Cibles (FR)
- Action Guns (Fr)
- Raids (Fr)
- Assaut (Fr)
- R. Caranta, Pistolets & revolvers, aujourd'hui, Volumes 3 et 4, Crépin-Leblond, 2004/2007